# Méchiméré
Méchiméré o Michemire o Mechimere è un comune del Ciad situato nel dipartimento di Kleta, provincia di Barh El Gazel.
È il capoluogo del dipartimento.